# 中兴镇 (夹江县)
中兴镇，是中华人民共和国四川省乐山市夹江县曾经下辖的一个镇。2019年9月，撤销马村乡和中兴镇，设立马村镇，以原马村乡和原中兴镇所属行政区域为马村镇的行政区域。

## 行政区划
中兴镇撤销前下辖以下地区：
王埝村、周庵村、大路坎村、内碾村、龚沟村、杨湾村、高洞口村、李嘴村、方井村、七郎村和李沟村。